# Ice and Salt Challenge

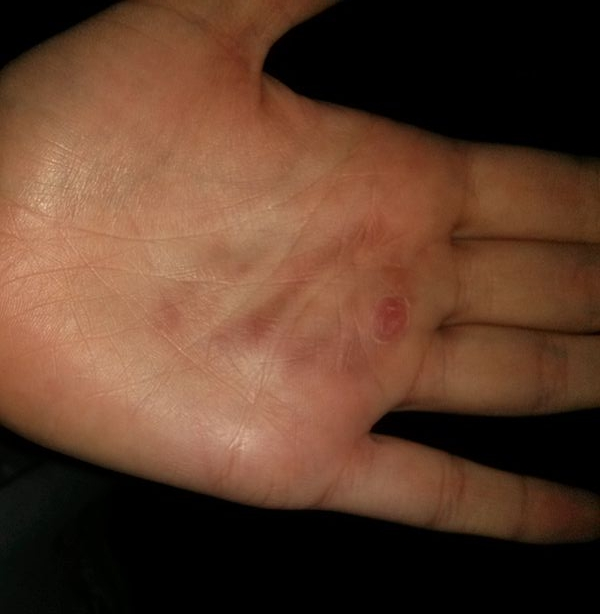
Cicatrices visibles onze jours après l'exécution d'un Ice and Salt Challenge.

Le Ice and Salt Challenge est un phénomène Internet dans lequel les participants doivent verser du sel sur leur corps, généralement sur leur bras, puis y poser un glaçon. Cette pratique provoque une sensation de brûlure, l'objectif pour les participants est de résister le plus longtemps à la douleur. Le défi peut être filmé et posté sur YouTube ou sur d'autres réseaux sociaux.
Le mélange de glace et de sel crée un mélange eutectique qui peut descendre à une température de −18 °C,, une température inférieure à celle de la glace. Cette réaction fut utilisée pour calibrer l'échelle de Fahrenheit.
Le Ice and Salt Challenge peut rapidement causer des brûlures du deuxième voire du troisième degré, semblables à des engelures, ou à la brûlure causée par la partie métallique d'un briquet.  En raison de l'engourdissement provoqué par la sensation du froid et de dégâts infligés aux nerfs au cours du défi, les participants sont souvent inconscients de l'ampleur des blessures subies. Ce défi peut entraîner une décoloration irréversible de la peau,,. Ce challenge est pratiqué un peu partout sur la planète et une quantité innombrable de victimes en ont eu de graves séquelles[réf. nécessaire].